# Нефтекачка (Северский район)
Нефтекачка — посёлок в Северском районе Краснодарского края России.
Входит в состав Афипского городского поселения.

## География
Расположен к югу автодороги А146 и железнодорожных путей перегона Северская — Афипский и к западу от Афипского НПЗ.
В посёлке одна улица — Школьная.

## Инфраструктура
Посёлок газифицирован и обеспечен централизованным водоснабжением.

## Население
| 2002 | 2010 |
| ---- | ---- |
| 61   | ↘33  |